# UFOと恋人
『UFOと恋人』（ユーフォーとこいびと）は筋肉少女帯の8枚目のアルバム。

## 解説
前作から引き続きプロデューサーに佐久間正英を起用。複数のタイアップシングル曲（「バトル野郎〜100万人の兄貴〜」→カプコン・ストリートファイターII、「暴いておやりよドルバッキー」→住友生命・年金プラン楽しみ1番、「君よ!俺で変われ!」→キリン・ポストウォーター）を含んだことで、オリジナルアルバムとしては『猫のテブクロ』、『サーカス団パノラマ島へ帰る』に次ぐ売り上げを記録した。
Track11「タイアップ」ではそうした商業的戦略を自ら皮肉ってもいる。
そのほか、Track4「高円寺心中」では高円寺をモチーフにしつつ、THE BLUE HEARTSの「リンダリンダ」へのリスペクトともとれる内容の歌詞が出てくる。
タイトルは大槻にとって「この世で最も不思議なもの」を並べたもの。
リマスタリングが施され、2009年9月16日に再発売された。

## 演奏者
- 大槻ケンヂ - ボーカル
- 橘高文彦 - ギター
- 本城聡章 - ギター
- 内田雄一郎 - ベース
- 太田明 - ドラム
- 秦野猛行 - キーボード（ゲスト）
- 安紀 - コーラス（ゲスト）

## 収録曲
| 全作詞: 大槻ケンヂ、全編曲: 筋肉少女帯（M-1, M-5, 編曲: 佐久間正英）。 |                                                      |            |                        |      |
| #                                                                      | タイトル                                             | 作詞       | 作曲                   | 時間 |
| 1.                                                                     | 「おサル音頭」                                       | 大槻ケンヂ | 大槻ケンヂ・筋肉少女帯 | 2:52 |
| 2.                                                                     | 「暴いておやりよドルバッキー」(アルバム・バージョン) | 大槻ケンヂ | 本城聡章・筋肉少女帯   | 4:30 |
| 3.                                                                     | 「くるくる少女」                                     | 大槻ケンヂ | 橘高文彦・筋肉少女帯   | 3:19 |
| 4.                                                                     | 「高円寺心中」                                       | 大槻ケンヂ | 大槻ケンヂ・筋肉少女帯 | 5:07 |
| 5.                                                                     | 「ひまわり」                                         | 大槻ケンヂ | Henry Mancini          | 2:46 |
| 6.                                                                     | 「きらめき」                                         | 大槻ケンヂ | 本城聡章・筋肉少女帯   | 5:14 |
| 7.                                                                     | 「君よ!俺で変われ!」                                 | 大槻ケンヂ | 本城聡章・筋肉少女帯   | 3:09 |
| 8.                                                                     | 「俺の罪」                                           | 大槻ケンヂ | 内田雄一郎・筋肉少女帯 | 2:36 |
| 9.                                                                     | 「アンクレット」                                     | 大槻ケンヂ | 橘高文彦・筋肉少女帯   | 2:38 |
| 10.                                                                    | 「パレードの日、影男を秘かに消せ!」                  | 大槻ケンヂ | 内田雄一郎・筋肉少女帯 | 4:41 |
| 11.                                                                    | 「タイアップ」                                       | 大槻ケンヂ | 内田雄一郎・筋肉少女帯 | 4:25 |
| 12.                                                                    | 「バトル野郎〜100万人の兄貴〜」(HAUS dog house mix)  | 大槻ケンヂ | 本城聡章・筋肉少女帯   | 4:08 |
| 13.                                                                    | 「バラード禅問答」                                   | 大槻ケンヂ | 太田明・筋肉少女帯     | 3:56 |
| 合計時間:                                                              | 合計時間:                                            | 合計時間:  | 49:21                  |      |